# オタ恋
『オタ恋』（オタこい）は、2016年7月2日から2017年7月1日まで、BS朝日およびAbemaTVで放送・配信されていた恋愛バラエティ番組である。BS朝日とAbemaTV初の共同制作番組であり、BS放送とウェブテレビによる同時刻配信番組として制作された。

## 概要
離婚率や不倫の増加は共通の価値観の喪失が原因と位置づけ、共通の価値観を持った「○○オタク」の男女が合コン＆デートを開催。その模様を渡辺と女性ゲストがモニタリングする恋愛バラエティー。2週ワンセットとなっており、1週目は顔合わせ模様を送る合コンの模様、2週目は趣味の知識で盛り上がれる場所での合同デートの模様を送り、定期的に成立カップルをスタジオに招いてのトークも行われた。VTRでは多くの場合デートと言うよりもジャンルにまつわる「くくりトーク」が行われ、盛り上がり、ついていけないスタジオ出演者がつっこむという展開になっていた。
スタジオゲストが興味を持てないマニアックすぎるトーク内容でも、知ってる人同士なら盛り上がれることをテーマとし、もっとも純粋な恋愛バラエティーを謳う。
オタクが恋人を選ぶとき、共通知識、年齢などを含む容姿、どちらを優先するのかを予想するのもスタジオパートでは多く話題となっていた。
マッチングアプリ「タップル誕生」（サイバーエージェントグループ）が協賛している。

## 出演者

### 司会者
- 渡辺直美

### スタジオゲスト
- 女性2名が出演

### オタク
- テーマによって原則男女3名ずつが集まりデートを行う。

## スタッフ
- 企画：鈴木おさむ「新企画」（幻冬舎）
- 構成：デーブ八坂、川嶋結衣
- 技術協力：J-crew、ザ・チューブ、SPOT
- 美術協力：テレビ朝日クリエイト
- ディレクター：肥後智一、日比野大輔
- 演出：渡辺資
- プロデューサー：白石堅太郎（MMJ）[5]、横山祐果（AbemTV）、谷口達彦（AbemTV）、鈴木真人（BS朝日）
- 制作：MMJ、AbemaTV

## 音楽
- オープニングテーマ：「アァモウイッソ」信近エリ（作詞：信近エリ　作曲・編曲：田中潤）

## 放送日程
| 話数 | 放送日        | サブタイトル                                         | ゲスト                                         | デート場所、付記               |
| ---- | ------------- | ---------------------------------------------------- | ---------------------------------------------- | ------------------------------ |
| #1   | 2016年 7月2日 | 特別編                                               | 筧美和子 莉音                                  |                                |
| #2   | 7月9日        | 電車オタク《合コン編》                               | 筧美和子 莉音                                  |                                |
| #3   | 7月16日       | 電車オタク《デート＆告白編》                         | 筧美和子 莉音                                  | 鉄道博物館                     |
| #4   | 7月23日       | モー娘。オタク《合コン編》                           | 犬山紙子 ゆしん                                |                                |
| #5   | 7月30日       | モー娘。オタク《デート＆告白編》                     | 犬山紙子 ゆしん                                | 秋葉原                         |
| #6   | 8月6日        | おまとめ編《～鉄道・モー娘。～≫                      |                                                |                                |
| #7   | 8月13日       | 戦国武将オタク《合コン編》                           | 小日向えり 宮城舞                              |                                |
| #8   | 8月20日       | 戦国武将オタク《デート＆告白編》                     | 小日向えり 宮城舞                              | 小田原城                       |
| #9   | 8月27日       | 新日本プロレスオタク《合コン編》                     | 野沢直子 馬場園梓                              |                                |
| #10  | 9月3日        | 新日本プロレスオタク《デート＆告白編》               | 野沢直子 馬場園梓                              | 水道橋                         |
| #11  | 9月10日       | おまとめ編《～戦国武将＆新日～》                     |                                                |                                |
| #12  | 9月17日       | スニーカーオタク《合コン編》                         | IMALU トミタ栞                                 |                                |
| #13  | 9月24日       | スニーカーオタク《デート＆告白編》                   | IMALU トミタ栞                                 |                                |
| #14  | 10月1日       | 筋肉オタク《合コン編》                               | 才木玲佳 石川恋                                |                                |
| #15  | 10月8日       | 筋肉オタク《デート＆告白編》                         | 才木玲佳 石川恋                                | 横浜                           |
| #16  | 10月15日      | おまとめ編《スニーカー・筋肉》                       | Hi-Hi上田浩二郎                                |                                |
| #17  | 10月22日      | サッカー《合コン編》                                 | 吉木りさ 佐藤美希                              |                                |
| #18  | 10月29日      | サッカーオタク《デート＆告白編》                     | 吉木りさ 佐藤美希                              | 日産スタジアム                 |
| #19  | 11月5日       | オカルトオタク《合コン編》                           | 大石絵理 瀬口かな                              |                                |
| #20  | 11月12日      | オカルトオタク《デート＆告白編》                     | 大石絵理 瀬口かな                              | お台場                         |
| #21  | 11月19日      | おまとめ編《サッカー・オカルト》                     | Hi-Hi上田浩二郎                                |                                |
| #22  | 11月26日      | BBQオタク《合コン編》                                | 峯岸みなみ 柳ゆり菜                            |                                |
| #23  | 12月3日       | BBQオタク《デート・告白編》                          | 峯岸みなみ 柳ゆり菜                            | 野外BBQ場                      |
| #24  | 12月10日      | コスプレオタク《合コン編》                           | 朝比奈彩 mirei                                 |                                |
| #25  | 12月17日      | コスプレオタク《デート・告白編》                     | 朝比奈彩 mirei                                 | ふなばしアンデルセン公園       |
| #26  | 12月24日      | おまとめ編《BBQ・コスプレ》                          |                                                |                                |
| #27  | 2017年 1月7日 | スイーツオタク《合コン編》                           | 吉木りさ ベック                                |                                |
| #28  | 1月14日       | スイーツオタク《デート・告白編》                     | 吉木りさ ベック                                | 自由が丘                       |
| #29  | 1月21日       | 日本語ラップオタク                                   | 綾部祐二 IVAN サイプレス上野 新川優愛 筧美和子 | 告白ブロックMC Hi-Hi上田浩二郎 |
| #30  | 1月28日       | ぽっちゃりオタク《合コン編》                         | 磯山さやか 瑛茉ジャスミン                      |                                |
| #31  | 2月4日        | ぽっちゃりオタク《デート・告白編》                   | 磯山さやか 瑛茉ジャスミン                      | 遊園地                         |
| #32  | 2月11日       | おまとめ編《スイーツ・ぽっちゃり》                   | Hi-Hi上田浩二郎                                |                                |
| #33  | 2月18日       | スポーツカーオタク《合コン編》                       | 南明奈 岩﨑名美                                |                                |
| #34  | 2月25日       | スポーツカーオタク《デート・告白編》                 | 南明奈 岩﨑名美                                | ドライブ旅                     |
| #35  | 3月4日        | ニッポンオタクな外国人《合コン編》                   | VIENNA 堀田茜                                  |                                |
| #36  | 3月11日       | ニッポンオタクな外国人《デート・告白編》             | VIENNA 堀田茜                                  | 埼玉・川越                     |
| #37  | 3月18日       | おまとめ編《スポーツカー・ニッポン大好き外国人》     | Hi-Hi上田浩二郎                                |                                |
| #38  | 3月25日       | 筋肉オタク《合コン編》                               | 山内鈴蘭 吉木りさ                              |                                |
| #39  | 4月1日        | 筋肉オタク《デート・告白編》                         | 山内鈴蘭 吉木りさ                              | スポーツジム                   |
| #40  | 4月8日        | ウォーキング・デッドオタク《合コン編》               | IMALU 池田美優                                 |                                |
| #41  | 4月15日       | ウォーキング・デッドオタク《デート・告白編》         | IMALU 池田美優                                 | 横須賀                         |
| #42  | 4月22日       | 爬虫類オタク《合コン編》                             | 中村静香 RaMu                                  |                                |
| #43  | 4月29日       | 爬虫類オタク《デート・告白編》                       | 中村静香 RaMu                                  | 体感型動物園izoo               |
| #44  | 5月6日        | おまとめ編《筋肉オタク２・ウォーキングデッド・オタク | Hi-Hi上田浩二郎                                |                                |
| #45  | 5月13日       | 日サロオタク《合コン編》                             | 小森純 宮城舞                                  |                                |
| #46  | 5月20日       | 日サロオタク《デート・告白編》                       | 小森純 宮城舞                                  |                                |
| #47  | 5月27日       | おまとめ編《爬虫類・日サロ》                         | Hi-Hi上田浩二郎                                |                                |
| #48  | 6月3日        | 犬オタク《合コン編》                                 | emma 仮面女子 桜のどか                         |                                |
| #49  | 6月10日       | 犬オタク《デート・告白編》                           | emma 仮面女子 桜のどか                         |                                |
| #50  | 6月17日       | 心霊オタク《合コン編》                               | 道端アンジェリカ 増田有華                      |                                |
| #51  | 6月24日       | 心霊オタク《デート・告白編》                         | 道端アンジェリカ 増田有華                      | 心霊スポット                   |
| #52  | 7月1日        | おまとめ編《犬オタク・心霊オタク》最終回             | Hi-Hi上田浩二郎                                |                                |